# Dood van George Floyd
De dood van George Floyd, een Afro-Amerikaanse man, vond plaats in Minneapolis (Minnesota) op 25 mei 2020. De 46-jarige Floyd stierf nadat politieagent Derek Chauvin met zijn knie meer dan acht minuten op Floyds nek had geleund, terwijl deze geboeid met zijn buik op straat lag. Twee andere agenten leunden gelijktijdig met hun knieën op zijn rug en een vierde agent hield het publiek op afstand. Nadat Floyd na ongeveer zes minuten buiten bewustzijn was geraakt, hield Chauvin zijn knie nog bijna drie minuten op Floyds nek. Floyd werd hierna in een ambulance naar het ziekenhuis vervoerd; een poging tot reanimatie in de ambulance mocht niet meer baten. Hij werd bij aankomst in het ziekenhuis doodverklaard. 
De mishandeling werd door omstanders met een mobiele telefoon gefilmd en rechtstreeks uitgezonden via Facebook Live. Dit trok de aandacht van de Amerikaanse media. Het gebeuren werd wereldnieuws en leidde tot protesten in Minneapolis en andere steden wereldwijd tegen racisme. Enkele van deze protesten ontaardden in rellen en plunderingen. Al langer klaagden Amerikaanse mensenrechtenorganisaties over een volgens hen discriminerende behandeling van zwarten door de politie, zonder dat dit tot verbetering leidde. Bij protesten over de hele wereld werd er op borden zijn naam gezet en borden met de tekst 'Black lives matter'. Het nieuws verspreidde zich heel snel over de hele wereld.
Bij de arrestatie van Floyd waren vier agenten betrokken. Allen werden kort na het overlijden van Floyd ontslagen. Chauvin werd op 29 mei 2020 gearresteerd op verdenking van dood door schuld, later verzwaard tot doodslag. De drie andere agenten werden op 3 juni 2020 gearresteerd op verdenking van medeplichtigheid aan doodslag. Chauvin werd op 20 april 2021 door een jury schuldig bevonden aan de moord op George Floyd. Op 25 juni 2021 is Chauvin veroordeeld tot 22,5 jaar cel. Nabestaanden van George Floyd vinden dit geen eerlijke straf, zij vonden dat hij een levenslange celstraf moest krijgen. Vooral omdat in de publieke opinie de beschuldiging werd geuit dat de politieagent hem waarschijnlijk had gedood wegens zijn Afro-amerikaanse afkomst. Op 24 november 2023 overleefde de gedetineerde Chauvin een steekpartij in een federale gevangenis in de staat Arizona.

## Betrokken personen

### George Floyd
George Floyd, vader van twee dochters en een zoon, was een Amerikaanse man van Afro-Amerikaanse afkomst. In 2007 werd hij veroordeeld tot een celstraf van vijf jaar voor een gewapende overval. Hij werkte na die tijd vijf jaar als beveiliger voor een restaurant in Minneapolis voordat hij zijn baan verloor als gevolg van de in 2020 uitgebroken coronapandemie. In 2004 was hij veroordeeld voor een drugsdelict, waarvoor hem in oktober 2021 postuum gratie zou worden verleend.
Op 9 juni werd hij begraven in Pearland in Texas, de staat waar hij opgroeide. Vooraf was er een herdenkingsdienst in de kerk van Houston.

### Agenten
Chauvin was een toen 44 jaar oude blanke man die sinds 2001 als politieagent voor de Minneapolis Police Department werkte. Hij had achttien klachten op zijn naam staan, waarvan twee resulteerden in een officiële berisping.
Een van de drie andere agenten werd in 2017 aangeklaagd voor het gebruik van buitensporig geweld tijdens het uitvoeren van zijn ambt. De zaak werd buiten de rechtbank om met 25.000 Amerikaanse dollar beslecht. De andere twee agenten waren nog maar kort in dienst.
Alle vier agenten werden kort na het overlijden van Floyd ontslagen en in staat van beschuldiging gesteld.

## Gebeurtenissen

### Verklaringen van politie en ambulancepersoneel
Kort na acht uur 's avonds op 25 mei, Memorial Day, reageerden de politie van Minneapolis op een melding van betaling met vervalst geld op Chicago Avenue South in de wijk Powderhorn. Volgens een mede-eigenaar van een nabije voedselzaak stelde een medewerker vast dat Floyd had getracht te betalen met een vervalst 20 dollar-biljet. Hierop werd de politie gebeld, die Floyd aantrof in een auto in de buurt. Floyd zou volgens hen onder invloed geweest zijn. Een woordvoerder van de politie stelde dat de agenten hem hadden opgedragen het voertuig te verlaten, waarna hij zich fysiek zou hebben verzet. De twee agenten vroegen hem vervolgens in te stappen in de politieauto, waarna hij schreeuwde dat hij claustrofobisch was en hij in paniek raakte. Hierna arriveerden nog twee agenten voor versterking, onder wie de agent die zijn knie minutenlang op Floyd zijn nek hield.
Volgens de politie van Minneapolis konden de agenten de verdachte in de handboeien slaan en constateerden ze dat hij leed aan medische problemen. Hierop belden ze een ambulance. Volgens de verklaring van de politie werden bij de arrestatie geen wapens gebruikt. Volgens de Minneapolis Fire Department transporteerde ambulancepersoneel de man van de locatie en trachtte hem te reanimeren. Ze constateerden dat hij geen hartslag had en niet reageerde op de medische handelingen. Floyd werd vervolgens naar het Hennepin County Medical Center gebracht, waar hij dood werd verklaard.

### Livevideo
Een deel van de arrestatie werd door een omstander gefilmd en rechtstreeks uitgezonden via Facebook Live. Deze video ging al snel viraal. In de video is te zien dat een agent met een knie op Floyds nek drukt.
Op het moment dat de video begint, ligt Floyd al met zijn borst naar beneden gedrukt op de straat, terwijl de agent op diens nek knielt en hem vernederend toespreekt. Floyd vraagt de knie van zijn nek te halen en zegt dat hij niet kan ademen ("I can't breathe"). De agent reageert sarcastisch met "Je kunt spreken, dus je kunt ademhalen". Een omstander roept de agent op om Floyd ademruimte te geven. Ondanks de aanhoudende smeekbedes van Floyd en de reacties van de omstanders haalt de politieman zijn knie niet van Floyds nek. Floyd stopt uiteindelijk met proberen op te staan, krijgt een bloedneus. Later verliest hij zijn bewustzijn. De agenten negeren verzoeken van omstanders Floyds pols te meten.
De agent haalde pas zijn knie van Floyds nek toen medische hulpdiensten arriveerden om zijn lichaam op een brancard te tillen. Hij werd in een ambulance weggereden. Deze video laat zien dat de politieman minstens zeven minuten op Floyds nek heeft geknield.

### Ander videomateriaal
Een tweede video van een omstander, die is opgenomen vanuit een voertuig, laat zien hoe Floyd uit zijn auto wordt gehaald. Uit deze beelden blijkt, volgens verschillende mediakanalen, niet dat Floyd weerstand bood.
Een zes minuten durende video van een bewakingscamera van een nabijgelegen restaurant werd later verspreid door de nieuwsmedia. Deze toont twee agenten die een man uit een voertuig verwijderen. De man is geboeid en wordt naar het trottoir gebracht, waar hij gaat zitten. Een derde agent arriveert. Later helpt een agent de man weer opstaan, en twee agenten brengen de man naar een politievoertuig, waar de man op de grond valt. Hoewel de politie aanvankelijk beweerde dat Floyd zich fysiek tegen de arrestatie had verzet, toont deze bewakingsvideo dat agenten hem rustig vasthouden. Ander videomateriaal ondersteunt deze beschreven beelden.

## Doodsoorzaak
De eerste autopsie werd in opdracht van de autoriteiten uitgevoerd en aanvankelijk was de uitslag daarvan dat Floyd overleed aan een combinatie van atheromatose van het hart, hypertensie, fentanylvergiftiging en recent gebruik van methamfetamine. De familie van Floyd vertrouwde deze uitslag niet en liet daarom een tweede autopsie uitvoeren door een onafhankelijke partij, Michael Baden en Allecia Wilson, en zij concludeerden dat verstikking de doodsoorzaak was. Na deze tweede autopsie heeft de patholoog van de eerste autopsie zijn rapport herzien en bevestigd 'dat Floyd overleed doordat er niet genoeg bloed naar zijn hersenen stroomde als gevolg van de nekklem terwijl hij in bedwang werd gehouden door de politieagenten van Minneapolis'.

## Protesten
De dood van Floyd was de aanleiding voor demonstraties tegen politiegeweld en racisme over de hele wereld.

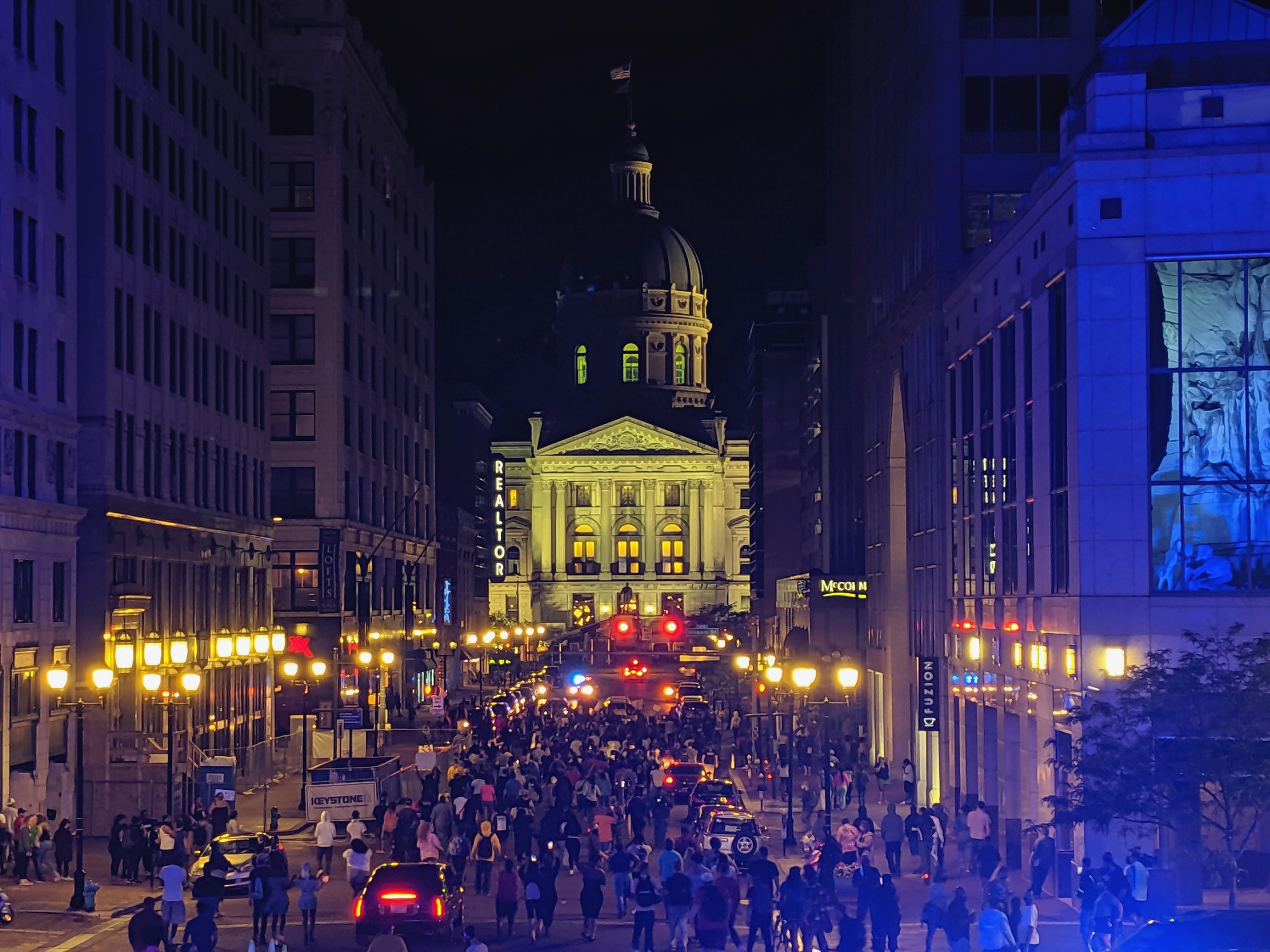
Indianapolis op 29 mei 2020
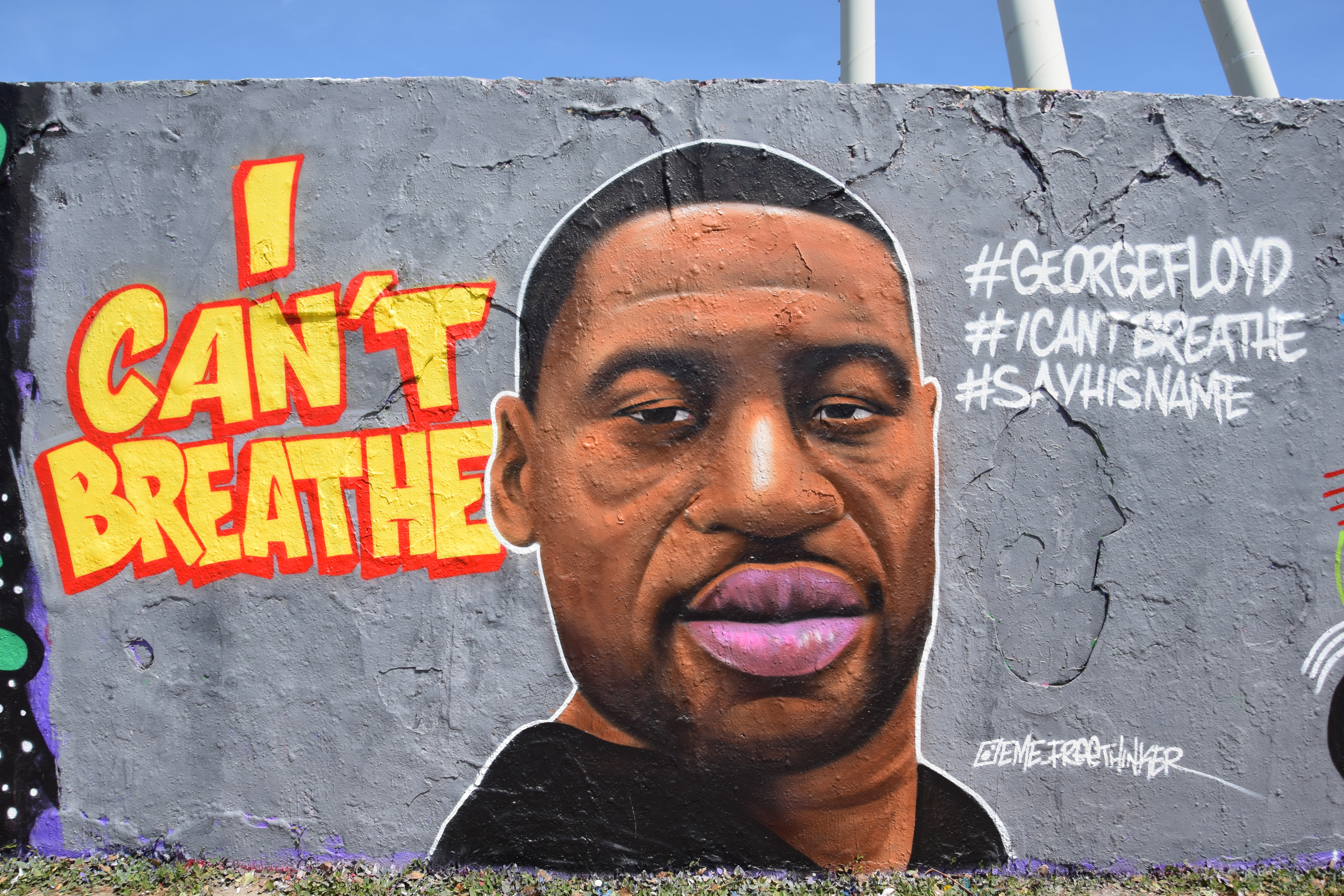
Portret van George Floyd in het Mauerpark, Berlijn
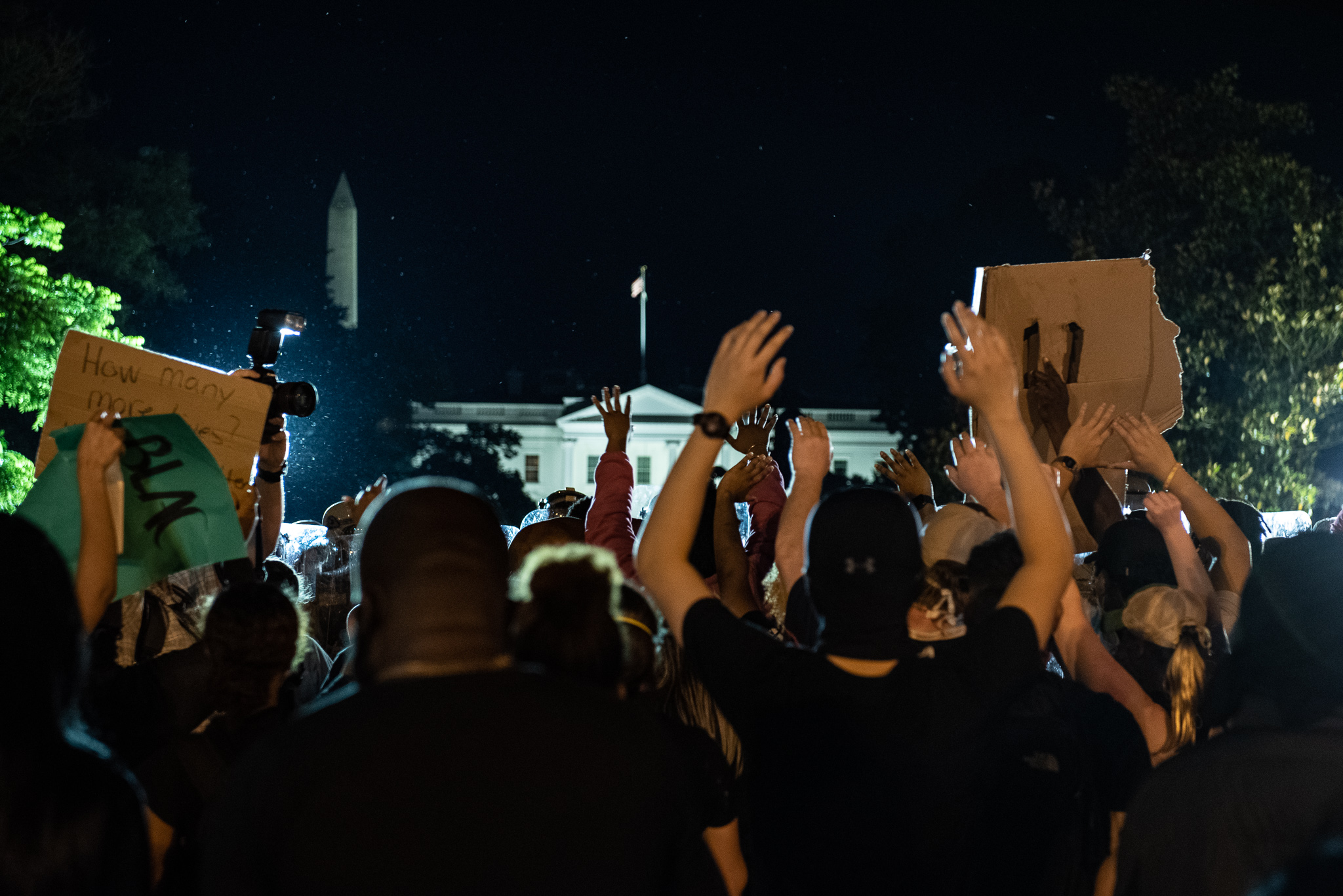
Protest bij het Witte Huis
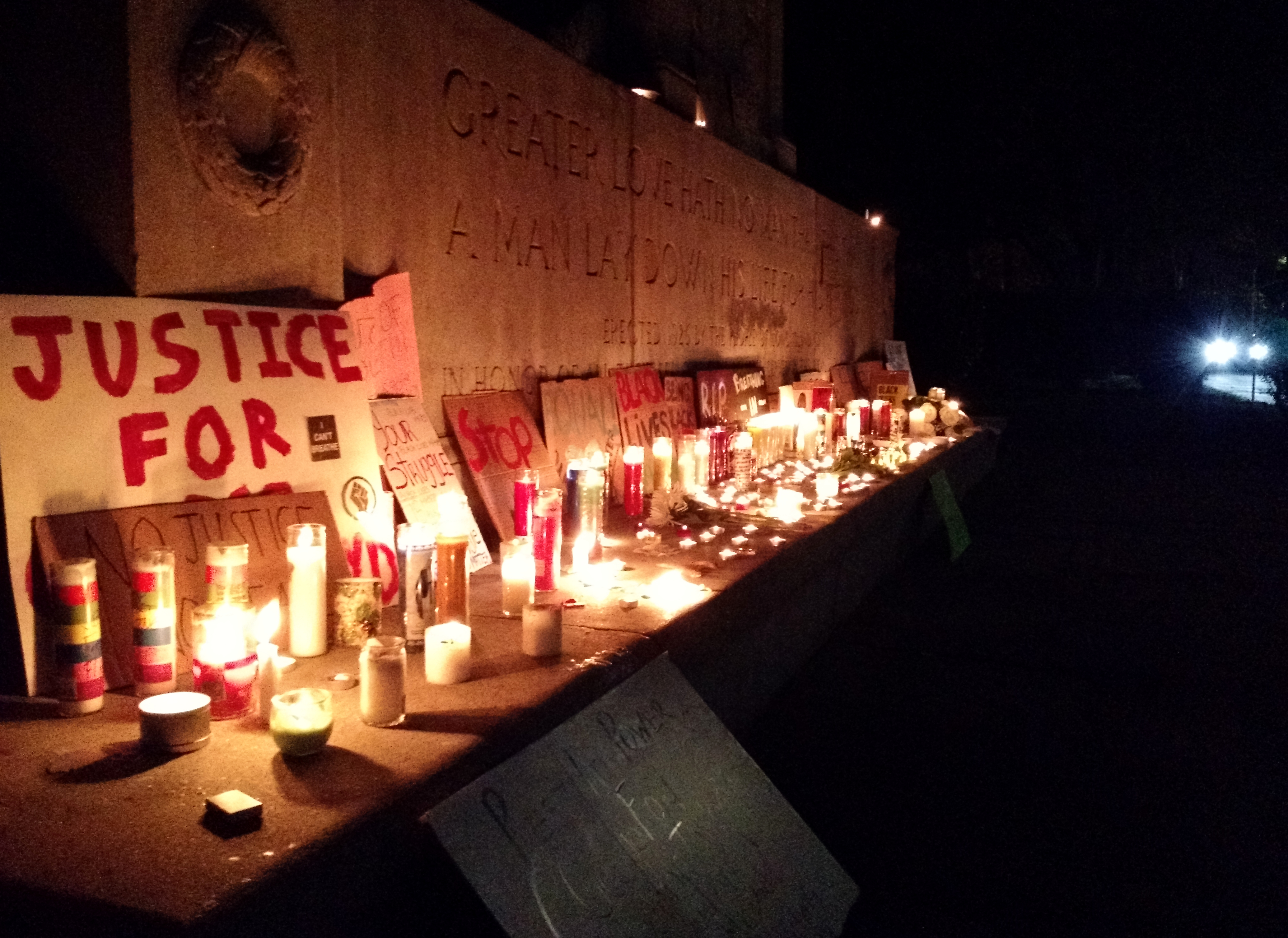
Queens, New York

### Verenigde Staten
In de Verenigde Staten zijn er naast vreedzame protestacties ook rellen. Verschillende Amerikaanse staten willen de nationale garde inzetten tegen de rellen die zijn uitgebroken. De National Guard zou de lokale politie moeten ondersteunen. In zeker acht staten is hulp gevraagd van de reservestrijdkrachten. Het gaat om Minnesota, Ohio, Georgia, Colorado, Wisconsin, Kentucky, Utah en Texas. Ook hoofdstad Washington doet er een beroep op.

## Rechtszaken
Minneapolis schikte een rechtszaak met de familie van Floyd voor $27 miljoen.
Chauvin wilde schuldig pleiten aan een minder ernstige variant van moord resulterende in een celstraf van 10 jaar. Hij dacht weinig kans te maken met een proces. Federaal procureur-generaal William Barr blokkeerde de deal omdat hij vreesde dat demonstranten die straf te licht zouden vinden.
Chauvin werd door een jury schuldig bevonden aan alle drie aanklachten. De rechter veroordeelde hem tot een celstraf van 22,5 jaar. Dit was meer dan de richtlijn van 12,5 jaar omdat Chauvin "met uitzonderlijke wreedheid" (with particular cruelty) gehandeld zou hebben. Hij heeft hoger beroep ingesteld.
Hiernaast is Chauvin ook op het federaal niveau strafrechtelijk aangeklaagd voor het schenden van Floyds burgerrechten. Hij bekende in december 2021 schuld op alle aanklachten.
Ook tegen Chauvins drie collega's zijn federale aanklachten ingediend. Ze werden in februari 2022 veroordeeld op federaal niveau voor het schenden van Floyds burgerrechten. Ze werden ervan beschuldigd geen medische hulp te verlenen aan Floyd, zelfs niet nadat hij het bewustzijn verloor. Twee van hen werden veroordeeld voor niet ingrijpen toen Chauvin geweld toepaste. De drie agenten werden schuldig verklaard op alle aanklachten. Het handelen en het niet ingrijpen droegen bij aan het overlijden van Floyd. Ze zijn door de staat Minnesota aangeklaagd voor medeplichtigheid aan moord.

## Rapport Ministerie van Justitie
In april 2021 startte het Ministerie van Justitie een onderzoek naar het politiekorps van Minneapolis. In juni 2023, drie jaar naar de gebeurtenissen, kwam het Ministerie van Justitie met een vernietigend rapport van 89 pagina’s. Het rapport kwam onder meer tot stand door het onderzoeken van duizenden documenten, bodycam beelden en tal van gesprekken sinds 2016. In het rapport kwam onder andere naar voren dat er al jaren spraken was van structurele discriminatie van minderheden, schending van de grondrechten en het negeren van de veiligheid van mensen in hechtenis. Uit het rapport kwam ook naar voren dat agenten soms schoten op mensen zonder vast te stellen of er daadwerkelijk sprake was van een dreigende situatie. President Biden gaf aan het rapport uiterst verontrustend te vinden.

## Kunst
In 2020 maakte de Amerikaanse kunstenaar Titus Kaphar het werk Analogous Colors in opdracht van TIME Magazine, dat het op de omslag plaatste van een protestnummer. Het werk toont een zwarte moeder met een silhouet van een kind op schoot, een verwijzing naar Floyd, die tijdens zijn laatste minuten om zijn moeder riep.